# Max Švabinský
Max Švabinský, celým jménem Maxmilian Theodor Jan Švabinský (17. září 1873, Kroměříž – 10. února 1962, Praha), byl český malíř, kreslíř a grafik. Jeden z nejvýznamnějších českých umělců dvacátého století, který byl obdivován pro neobyčejnou kreslířskou zručnost a rozmanitost grafických technik. Příkladnou celoživotní prací, spojenou s neutuchající láskou k přírodě, vytvořil dílo, jež prověřil čas. Na jeho portrétech se můžeme setkat s mnoha významnými osobnostmi jeho doby. Společně s Janem Preislerem, Antonínem Slavíčkem a Milošem Jiránkem patří ke generaci umělců, kteří položili základy našeho moderního výtvarného umění 20. století. Švabinský se také velkou měrou podílel na zviditelnění českého výtvarného umění v celé Evropě.

## Život

### Mládí a umělecká kariéra
Narodil se 17. září 1873 v moravské Kroměříži v Jánské ulici domě číslo 15 jako nemanželský syn Marii Švabinské. Na rodném domě i na domku v areálu kroměřížské Octárny, kam se brzy odstěhovali jsou umístěny pamětní desky. Jeho otcem byl později prohlášen Jan Novotný z Klenovic. Již jako desetiletý vystavoval ve výkladní skříni kroměřížské lékárny své první práce a jejich prodejem pomáhal rodině. V roce 1891 vystoupil z kroměřížské reálky, kde studoval v kvintě a byl přijat na Akademii výtvarných umění v Praze, na které studoval do roku 1896. Byl žákem profesora Maxmiliána Pirnera, který ho doporučil za domácího učitele kreslení u rodiny Lobkoviců na zámku v Křimicích. Grafické technice se naučil později u Julia Mařáka a rytce Eduarda Karla. V Praze se Švabinský brzy prosadil jako talentovaný kreslíř (perokresba Mládí, 1896) a malíř portrétů (Teta Máry). Ve stejném období tvořil i symbolismem inspirovaná díla jako Splynutí duší (1896) nebo triptych Touha – Pocit blaženosti – Rozkoš (1896). Ve vestibulu Zemské banky na Příkopech namaloval dvě velké kompozice s motivem české země a blahobytu. Na závěr studií krátce pobyl v Drážďanech a Paříži.

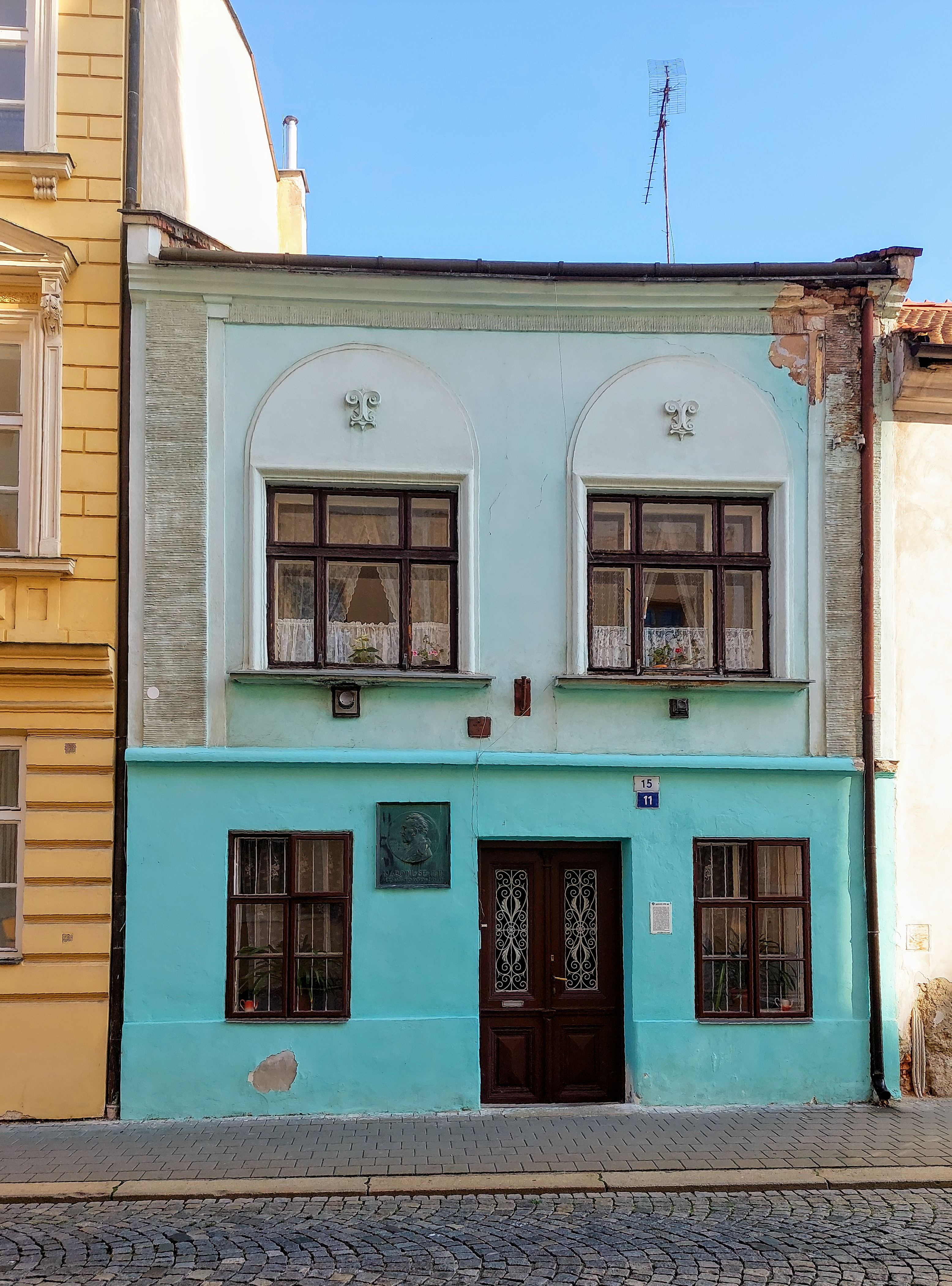
Rodný dům Maxe Švabinského

Po návratu do Prahy se začal více věnovat olejomalbě. Vznikly obrazy zachycující krajinu a přírodu v okolí vesničky Kozlov u České Třebové v proměně různých ročních období. Patří sem například Chudý kraj a U stavu (1900–1901), který se však nedochoval. Byl zničen při požáru po zemětřesení v San Francisku a zůstal jen ve formě litografie a skici. Častým námětem jeho tvorby byly ženské postavy (Žlutý slunečník) a exotické prvky (rajky, motýli). Různými technikami vytvořil řadu portrétů významných osobností a také skupinové rodinné portréty (Atelier, 1915). Jeho dílem je i nástěnná malba v Obecním domě z roku 1911 s názvem České jaro, která představuje dvě skupiny českých buditelů. Významné místo v tvorbě Švabinského zaujímala grafika. V letech 1910–1927 byl profesorem grafiky na Akademii a od roku 1927 až do svého odchodu do výslužby v roce 1939 profesorem figurální malby. V nově vzniklém Československu patřil mezi nejrespektovanější výtvarné umělce. Vytvořil portrét prezidenta Masaryka a společně s Alfonsem Muchou návrh prvních bankovek a poštovních známek. V roce 1936 dostal vládní zakázku na výzdobu auly mrtvých bojovníků v památníku na Vítkově. Další velkou prací byly návrhy vitrážových oken v katedrále sv. Víta.

### Osobní život

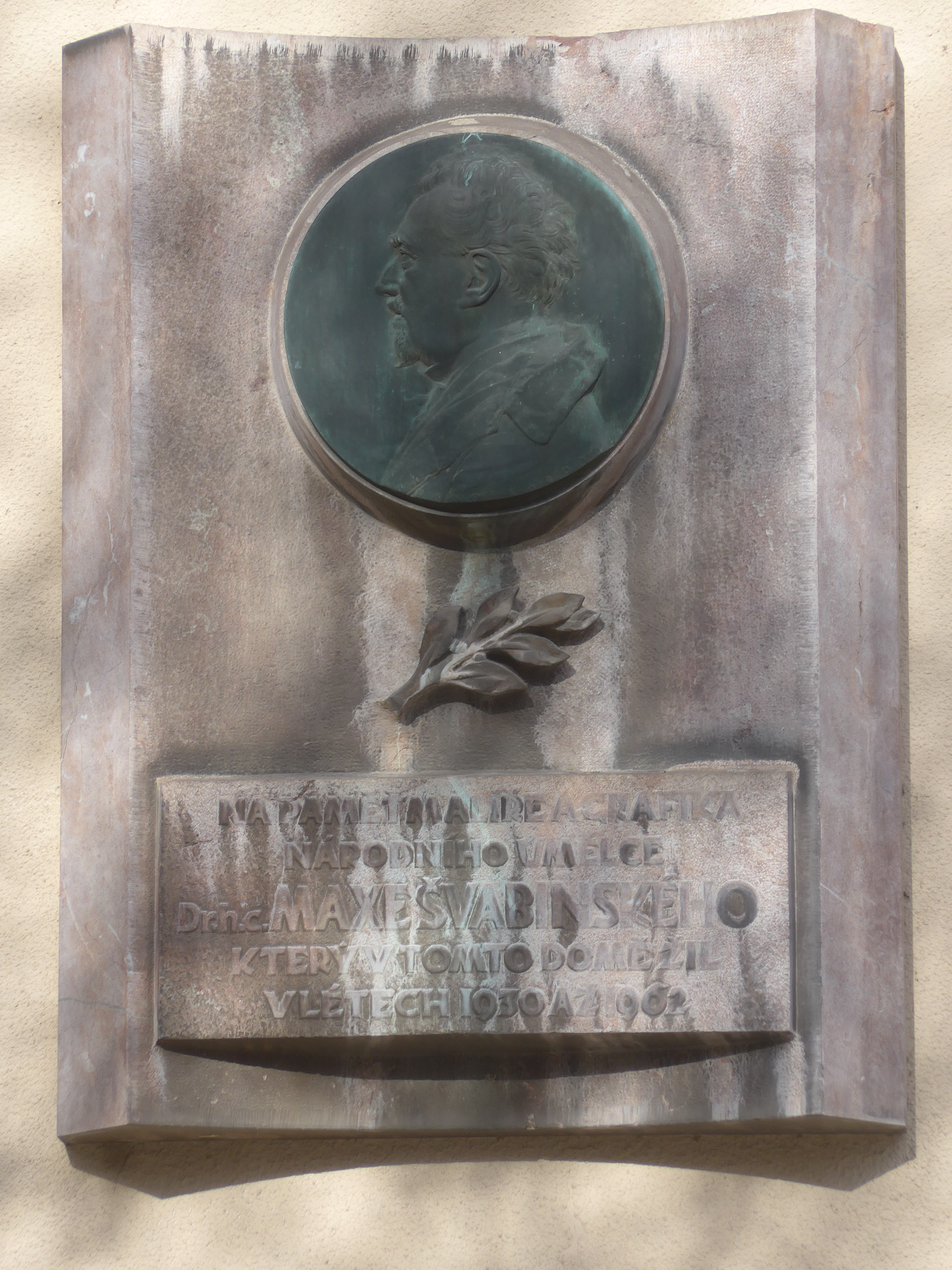
Pamětní deska na domě v Praze-Bubenči, kde žil více než 30 let

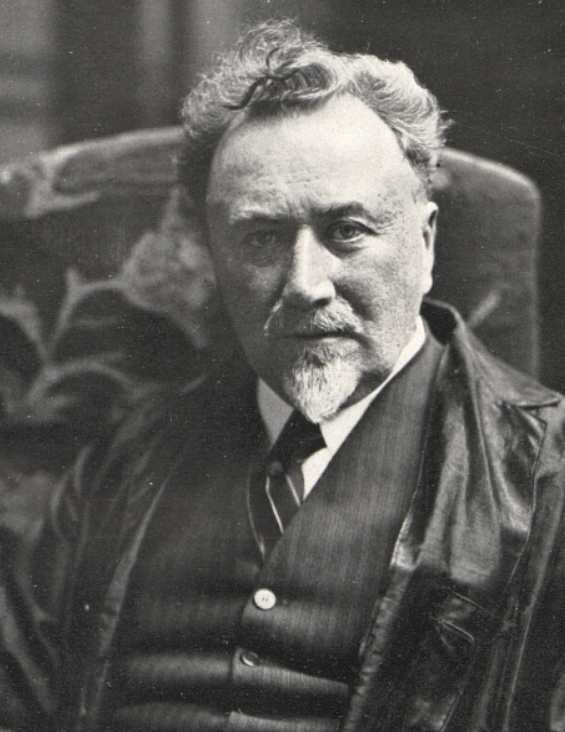
Max Švabinský (1932, repro Světozor)

V roce 1900 se oženil s Elou Vejrychovou, s jejíž rodinou se znal již od roku 1895. Elu opustil v roce 1919. Jeho žena žila dál se Švabinského matkou, tiskla jeho lepty, stýkala se s jeho přáteli. Manželství bylo rozvedeno v roce 1923 a odděleno (rozloučeno) v roce 1931. Příčinou rozpadu byl vztah Švabinského s Annou Vejrychovou, manželkou švagra Rudolfa Vejrycha. Obě ženy byly častými modely Švabinského děl. Ela Vejrychová např. na olejomalbách Kulatý portrét a Chudý kraj, Anna Vejrychová na řadě grafik, např. Rajská sonáta.
V roce 1931 se s Annou Vejrychovou oženil a žil s ní až do její smrti v roce 1942. V roce 1945 adoptoval dceru Anny Vejrychové a Rudolfa Vejrycha Zuzanu Švabinskou (1912–2004). Ta po smrti Maxe Švabinského pečovala o jeho dílo a napsala knihu vzpomínek Světla paměti (Academia, 2012).
Během své osobní životní krize ve dvacátých letech vytvořil technikou dřevorytu velký cyklus Rajská sonáta i další menší práce. V roce 1928 pak poprvé vystavil velký obraz Žně (4×5 m), na kterém pracoval 13 let. 

### Život po druhé světové válce
Po smrti druhé manželky žil Max Švabinský až do konce svého života v pražské Bubenči a v letních měsících na pražském Chodově. I ve vyšším věku pokračoval v práci. Po roce 1948 byl tehdejším komunistickým režimem vnímán jako oficiální umělec. V letech 1949 a 1957 se podílel na realizaci dalších vitráží v katedrále sv. Víta a výzdobě postranních pásů proti hlavnímu vchodu s postavami českých panovníků. Vytvořil návrh lunet pro Národní divadlo. Vznikly tužkové portréty známých osobností (Fučík, Matějček, Nezval, Průcha). litografické cykly (Motýli, Géniové, Čeští básníci, básně Vrchlického) a stovky grafických listů.
Zemřel 10. února 1962 v Praze. Je pochován na pražském vyšehradském hřbitově.

## Dílo
Mezi techniky, kterým se v průběhu života věnoval, patřily: olejomalba, perokresba, litografie, mozaika, akvarel, mezzotinta, lept, pastel, dřevoryt, návrhy na vitráž, kresba suchou jehlou, rudkou, černou křídou, tužkou, uhlem.
Umělcův žánrový rejstřík: portréty, krajinomalba, ilustrace, erotické náměty, plakáty, exlibris, návrhy gobelínů, vitráží, poštovních známek a bankovek.

### Nejznámější olejomalby

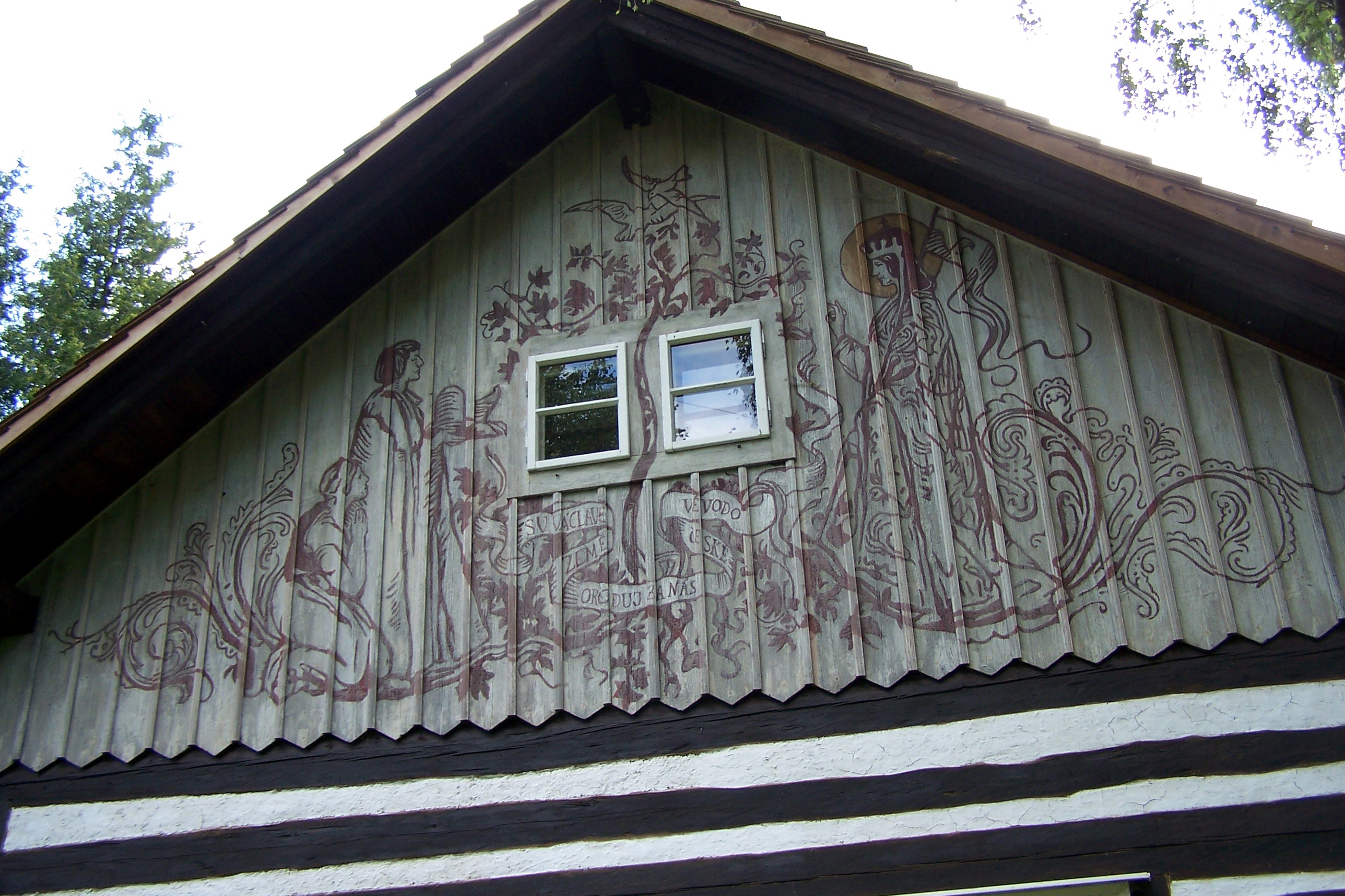
Malba Maxe Švabinského na štítu tzv. Chaloupky M. Švabinského v Kozlově

- Splynutí Duší, 1896, olej, plátno, 65,5×45,5 cm
- Kulatý portrét, 1897, olej, plátno, ø 105,5 cm
- Růžový portrét, 1898, olej, plátno, 152×135 cm
- Chudý kraj, 1900, olej, plátno, 179×246 cm
- Žně, 1928, olej, plátno

### Další techniky
- U stavu, 1900–1901, pero, tuš, 30×30 cm
- Kamélie, 1903, pero, štětec, tuš, akvarel, 122×60,7 cm
- Dvě matky, 1903, pero, štětec, tuš, akvarel, 140×112 cm
- Žnečka, 1910, sgrafito na štítě Pecháčkova statku v Kozlově u České Třebové
- Malá rodinná podobizna, 1912, pero, štětec, tuš, akvarel, 83×110 cm

### Nejznámější grafická díla
- Rajská sonáta (1917)
- Tomáš Garrigue Masaryk (1928)
- Josef Mánes (1917)

### Monumentální díla

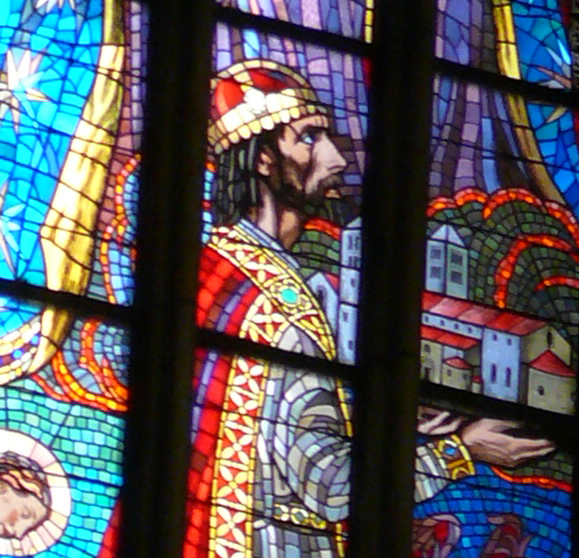
Kníže Spytihněv II. na vitráži podle návrhu Maxe Švabinského

- Okno Seslání Ducha svatého v kapli svaté Ludmily chrámu sv. Víta (návrh 1933, realizace 1934–1935)[9]
- Okno Poslední soud v jižní příčné lodi chrámu sv. Víta (návrh 1935–1936, realizace 1937–1939)[9]
- Okno Svatá Trojice a průvod českých králů v závěru vysokého chóru chrámu sv. Víta (návrh trojice oken 1937–1939, realizace 1946–1948)[9]
- Mozaika Křest Kristův v kapli svaté Ludmily chrámu sv. Víta (dokončena 1955)[10]
- Mozaiky v Národním památníku na Vítkově (1938)

### Bankovky a poštovní známky
Max Švabinský je autorem tří bankovek:
- 100 Kč, 1931
- 1000 Kč, 1934
- 50 Kč, 1940
- Podle jeho návrhů byla vytvořena řada poštovních známek, zejména portrétů osobností jako T.G. Masaryk, Božena Němcová, alegorie k významným výročím, motýli a další[12]
- Další známky byly vytištěny podle děl Maxe Švabinského[13]

## Ocenění

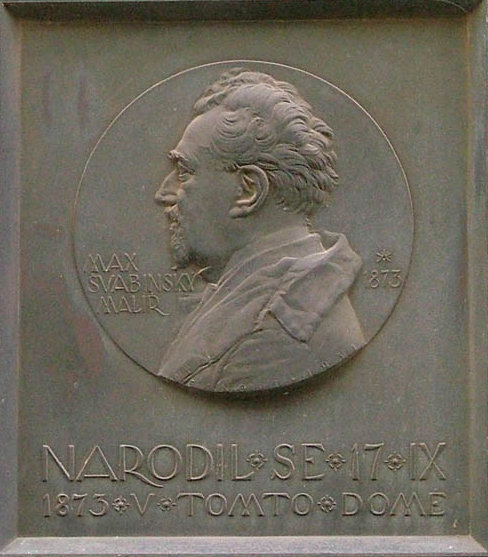
Pamětní deska na rodném domě v Kroměříži

Byl mimo jiné zakládajícím členem SČUG Hollar, členem SVU Mánes, kuratoria Moderní galerie Království českého, vídeňského spolku umělců Hagenbund a Société nationale des Beaux-Arts v Paříži. Dále byl čestným doktorem Masarykovy university v Brně, rytířem Řádu čestné legie, profesorem C. k. Akademie umění v Praze, osmkrát jejím rektorem, doživotním čestným profesorem Akademie výtvarných umění v Praze, akademikem-korespondentem Real Academia de Bellas Artes v Madridu a laureátem ceny italské vlády za kolekci leptů.
Dne 14. září 1923 byl k poctě padesátých narozenin jmenován čestným občanem města Kroměříž.
Kromě dalších ocenění byl roce 1945 jmenován národním umělcem a v roce 1958 se stal nositelem Řádu republiky.

### Památníky a pamětní desky
V Kroměříži je od roku 1976 v rámci Muzea Kroměřížska otevřen Památník Maxe Švabinského se stálou expozicí jeho díla. Na rodném domě i na domku v areálu kroměřížské Octárny, kam se brzy odstěhovali, jsou umístěny pamětní desky. Pamětní deska je umístěna i na domě v Praze 6, Bubenči, kde žil s rodinou více než 30 let před svou smrtí. V roce 2006 byla otevřena expozice Maxe Švabinského v chaloupce na Kozlově, kde malíř trávil se svou první manželkou letní pobyty počátkem 20. století.

### Ulice pojmenované po Maxi Švabinském
Po Švabinském jsou pojmenovány ulice v Sokolově, Kroměříži, Kladně, Praze, Ostravě, Olomouci, Bratislavě, Nitře a v řadě dalších měst.

## Galerie

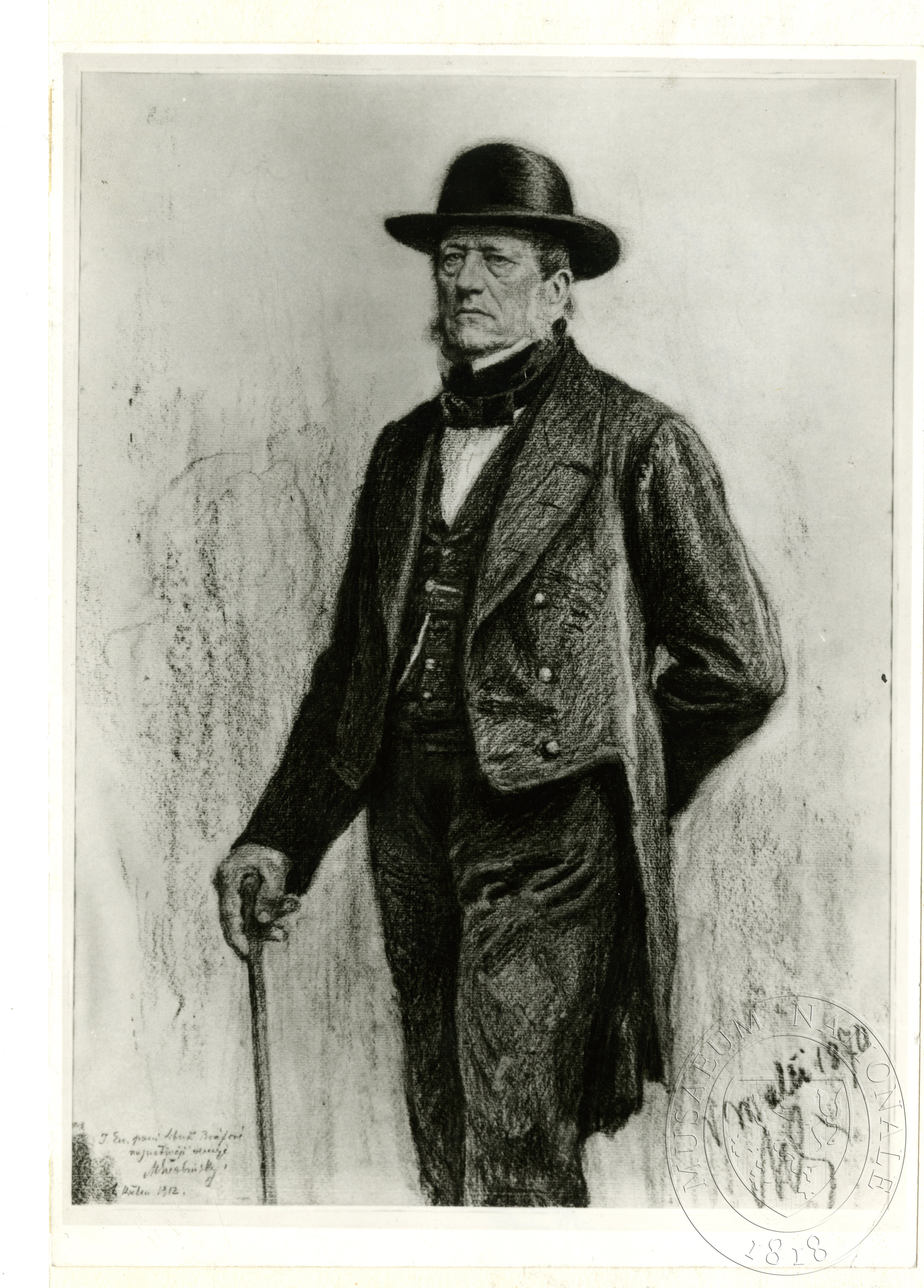
Max Švabinský: František Palacký (1912)
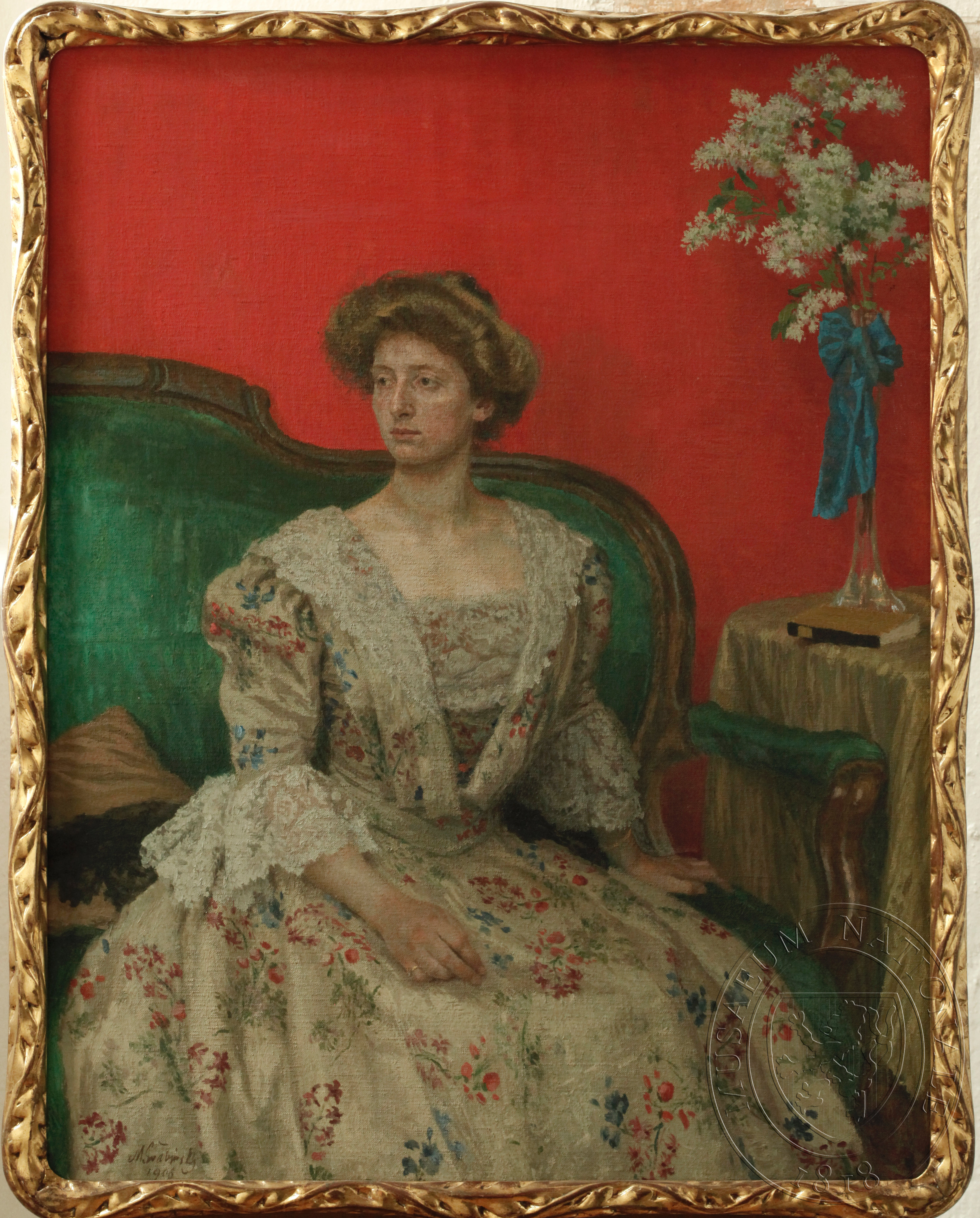
Max Švabinský: Sidonie Nádherná z Borutína (1908)
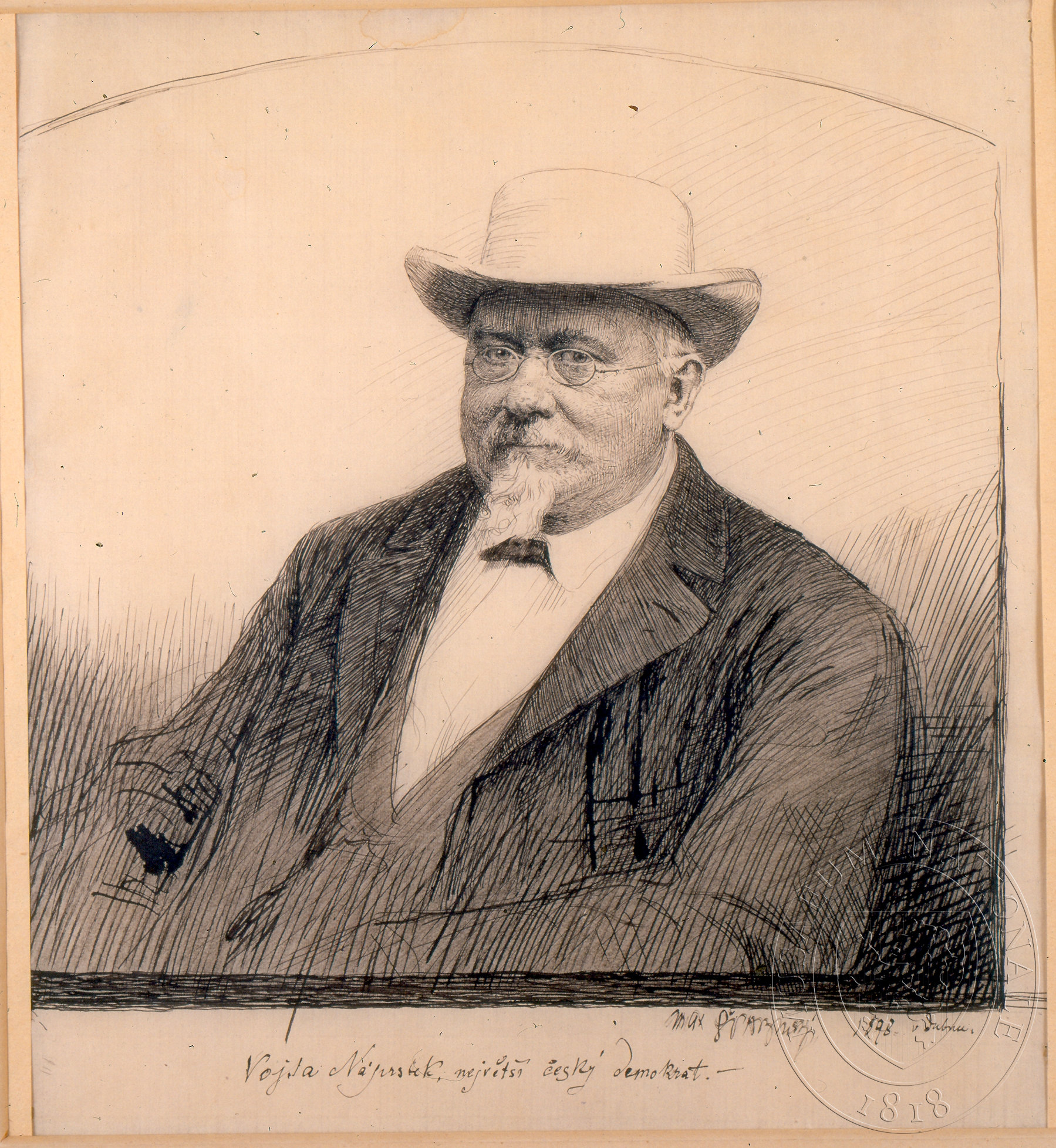
Max Švabinský: Vojta Náprstek (1898)
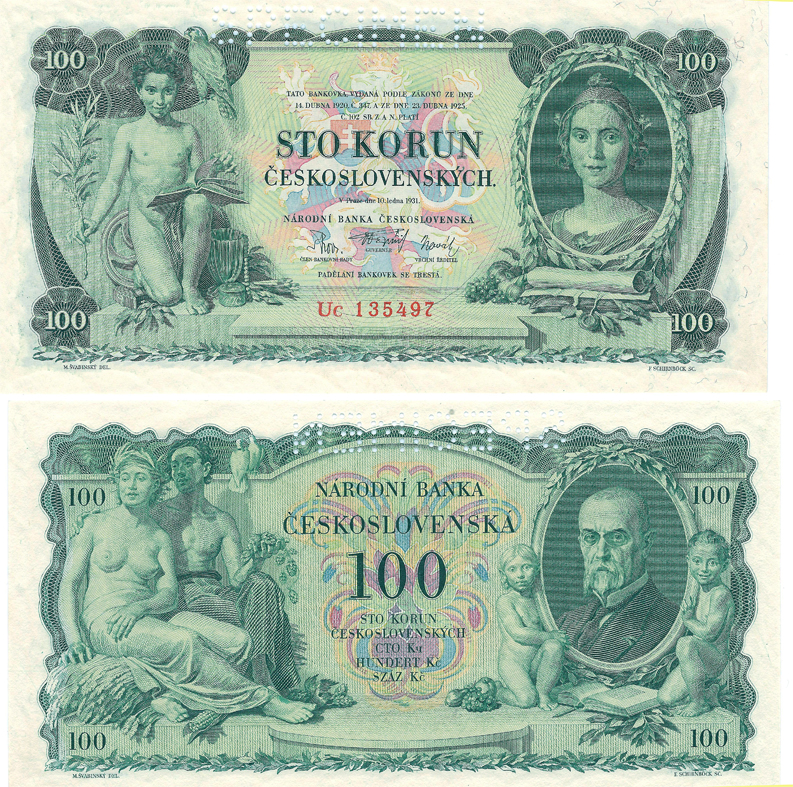
Bankovka z roku 1931 dle grafického návrhu Maxe Švabinského
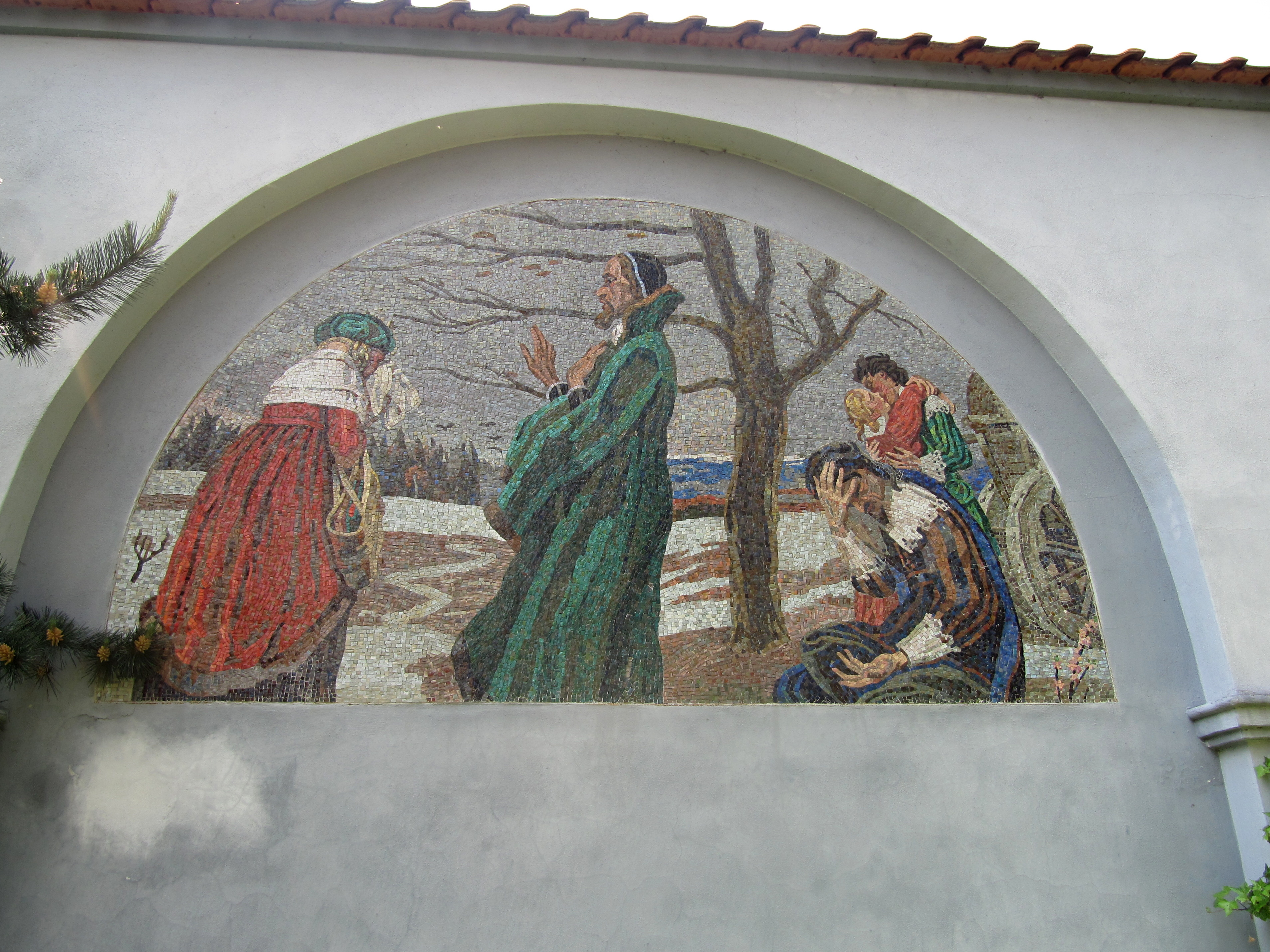
Max Švabinský: Komenský se loučí s vlastí (luneta na zdi bývalého františkánského kláštera v Kroměříži)